# Клюгхафт Моше
Моше Клюгхафт (івр. משה קלוגהפט; англ. Moshe Klughaft народ. 8 червня 1980, Бат-Ям) — ізраїльський політтехнолог. За версією Forbes входить до рейтингу найвпливовіших людей у віці до 40 років.

## Біографія
Моше Клюгхафт народився 8 червня 1980 року в Бат-Ямі в сім'ї вчителя математики та військового. Після армії він вивчав рекламну справа і здобув ступінь бакалавра в області політичних наук та комунікацій в університеті Бар-Ілан. З 2005 по 2006 рік працював представником Національного студентського союзу, взяв участь у боротьбі студентів проти міністра освіти Лімора Лівната. Був політичним радником Пніни Розенблюм, яка брала участь в праймеріз Лікуду. З 2006 року він обіймав посаду радника із ЗМІ в Кнесеті, в тому числі членів Кнесету Ісраеля Хассона і Роніта Тіроша, і був представником Економічного комітету Кнесету.
Потім служив в якості радника в засобах масової інформації у боротьбі сімей загиблих Другої ліванської війни, а потім в коаліції організацій, включаючи боротьбу резервістів та сімей загиблих, яка вимагала відставки Ехуда Ольмерта після війни.
У 2008 році журнал Forbes оцінив його як впливового консультанта засобів масової інформації в Ізраїлі після радника прем'єр-міністра в той час, і серед 100 найвпливовіших молодих людей в Ізраїлі.
У 2009 році він проводив кампанію проти податку на посуху, введеного урядом Нетаньяху, поки він не був скасований. На початку 2010 року він і Шмуель Віліан провели публічну кампанію «Їм Тиртзу» проти Фонду «Новий Ізраїль», в якій стверджувалося, що доповідь Голдстоуна заснована на даних, опублікованих організаціями, що фінансуються Фондом «Новий Ізраїль».
Влітку 2010 року «Форум Землі Ізраїлю» провів кампанію проти Шешинского комітету, який рекомендував підвищити роялті та податки, які газові і нафтові компанії повинні платити державі. Кампанія стверджувала, серед іншого, що збільшення платежів державі — це змова «Фонду Нового Ізраїлю», покликана ослабити Державу Ізраїль, зробивши інвестиції у видобуток природного газу марними і збільшуючи залежність від імпортованого газу із Єгипту.
Пізніше, разом з Роненом Цуром, він заснував фірму зі стратегічних комунікацій та стратегічного консалтингу «EDK Communications».
Служив стратегічним радником Ради Йеша, а Нафталі Беннета був генеральним директором Ради. Пише пісні.
У листопаді 2012 року Клюгхафт брав участь у передвиборній кампанії Нафталі Беннета на пост глави Єврейсько-національної релігійної партії, де він переміг Зевулуна Орлева з 67 % проти 32 %, а пізніше брав участь у виборах Хабаїта Хайхуди в 19-му Кнесеті. У результаті кількість місць в партії стало найбільшою із 1977 року. Клюгхафт також обіймав ці посади на дострокових виборах, на яких Беннетт був переобраний на пост глави руху, і на виборах до 20-го кнесету, на яких партія втратила третину своєї влади і служила стратегічним радником на переговорах щодо коаліції.
У грудні 2013 року він був обраний найперспективнішим менеджером в Ізраїлі в політичній сфері газетою «Глобус».
У серпні 2015 року він зняв фільм Авіва Гефена «Новий світ», в якому розповідається про небезпеки для дітей в Інтернеті та керував кампаніями Міністерства освіти щодо посилення математичних досліджень атестації зрілості та популяризації кібер-чемпіонату Ізраїлю. У грудні він керував кампанією «Imgruzu».
У вересні 2016 року він був призначений одним із стратегічних радників в кампанії соціал-демократичної партії на парламентських виборах у Румунії. Партія збільшила свою присутність приблизно до 45 % місць у парламенті. Він також консультував Ліберальну партію Косово.
Із січня 2016 року по липень 2017 року він обіймав посаду стратегічного радника канцлера Австрії Крістіана Керна.
Клюгхафт разом із Хаїмом Авихайлом і Раз Йовином написав сценарій для драматично-політичного серіалу «Режим тіней». Серіал показали в «HOT» у 2018 році.
Виступив за Тамар Сандберг в її заявці на лідерство в Мереце в 2018 році, що призвело до критики Зандберга і її вибачень.
На муніципальних виборах 2018 року Клюгхафт консультував Цвіку Брота, який переміг мера Бат-Яма.
У той час Клюгхафт був стратегічним радником у Міністерстві внутрішньої безпеки та кампанії поліції по запуску мережі по захисту дітей в Інтернеті.
Клюгхафт також консультував Саломе Зурабішвілі, яка перемогла на президентських виборах в Грузії в листопаді 2018 року.

### Робота політтехнологом
У 2018 році Моше Клюгхафт допоміг Бідзіна Іванішвілі зберегти свій пост на перевиборах у Грузії.

#### Форма роботи
Він проводить аналіз і створює лозунг для допомоги людям прийняти вигідне йому рішення і не злякати тих хто вже і так голосує так як йому вигідно. Він використовує фокус-групи за віком, статтю та іншим вподобаннями. За словами лідера партії «Авода» Аві Габай: 
В своей кампании Тамар Зандберг подстрекает против меня и против моей партии — Авода. Сегодня выяснилось, что это не она, а Моше Клюгхафт, и это его вторая кампания против меня. Клюгхафт — не просто «стратегический советник» — он агитатор, ответственный за превращение политической арены в опасную зону, за экстремизм, за подсадку фашистских шпионов в левые партии и за превращение левых в «предателей»

#### Короткий список політтехнологічних акцій
| Рік         | Назва завдання                                                                  | Результат                                                         | Статус  |
| ----------- | ------------------------------------------------------------------------------- | ----------------------------------------------------------------- | ------- |
| немає даних | Створення партії в Австрії                                                      | Партія створена                                                   | успішно |
| немає даних | Створення партії в Угорщині                                                     | Партія створена                                                   | успішно |
| немає даних | Допомога Тамар Зандберг на внутрішньопартійних виборах у партії «Мерец»         | Тамар Зандберг втричі обійшла Аві Бускилу                         | успішно |
| 2001        | Проведення в Кнесет партію під назвою «Єврейський дім»                          | Партія пройшла в Кнесет                                           | успішно |
| 2016        | Створення лівої «Соціал-демократичної партії» у Румунії                         | Партія створена і здобула перемогу над правоцентристською партією | успішно |
| 2018        | Сприяння Бідзіна Іванішвілі зберегти свій пост на перевиборах в Грузії          | Пост був збережений                                               | успішно |
| 2018        | Отримання посади президента Саломе Зурабішвілі                                  | Саломе Зурабішвілі отримала посаду                                | успішно |
| 2019        | Підтримка П. Порошенко і компрометація В. Зеленського на Президентських виборах | Переміг Володимир Зеленський                                      | провал  |

## Сім'я
М. Клюгхафт живе в Гіват-Шмуель. Дружина — Шарона, архітектор, у них троє дітей.